# Branko Lustig
Branko Lustig (Osijek, Croacia, 10 de junio de 1932-Zagreb, 14 de noviembre de 2019) fue un productor cinematográfico y actor croata, de ascendencia judía, superviviente del Holocausto. Fue el único croata que ha obtenido dos veces el Óscar de Hollywood.

## Biografía
Permaneció prisionero dos años durante la Segunda Guerra Mundial en los campos de concentración de Auschwitz y Bergen-Belsen. 
Comenzó su carrera cinematográfica como asistente de producción en Jadran Film. En 1956 trabajó como director de producción en Ne okreći se sine (título en inglés: Don't Look Back Son), un drama sobre la Segunda Guerra Mundial. En los años 1980 trabajó en la miniserie The Winds of War (1983), y en la continuación de la misma, War and Remembrance (1988). Ese mismo año se mudó a Estados Unidos.
En 1994 ganó un Óscar por la producción de la película La lista de Schindler (mejor película), filme basado en la novela de Thomas Keneally (la cual, a su vez se basó en la vida real de un fabricante alemán que salvó a cientos de judíos durante la Segunda Guerra Mundial). Por esta misma película fue galardonado en los Premios Globo de Oro. En 2001 ganó su segundo Óscar y Globo de Oro, esta vez por la película épica Gladiator, una historia ficticia sobre una lucha por el poder en el Imperio romano. Otras grandes películas de Hollywood en las que trabajó como productor ejecutivo o productor son El pacificador (1997), Hannibal (2001) y Black Hawk Down (2001).
El presidente croata Franjo Tuđman le otorgó la Orden del duque de Trpimi. En 2008 fundó junto con Phil Blazer en Los Ángeles la productora Six Point Films, «para producir películas que animen a pensar». En 2008 fue nombrado presidente del festival cinematográfico de Zagreb.

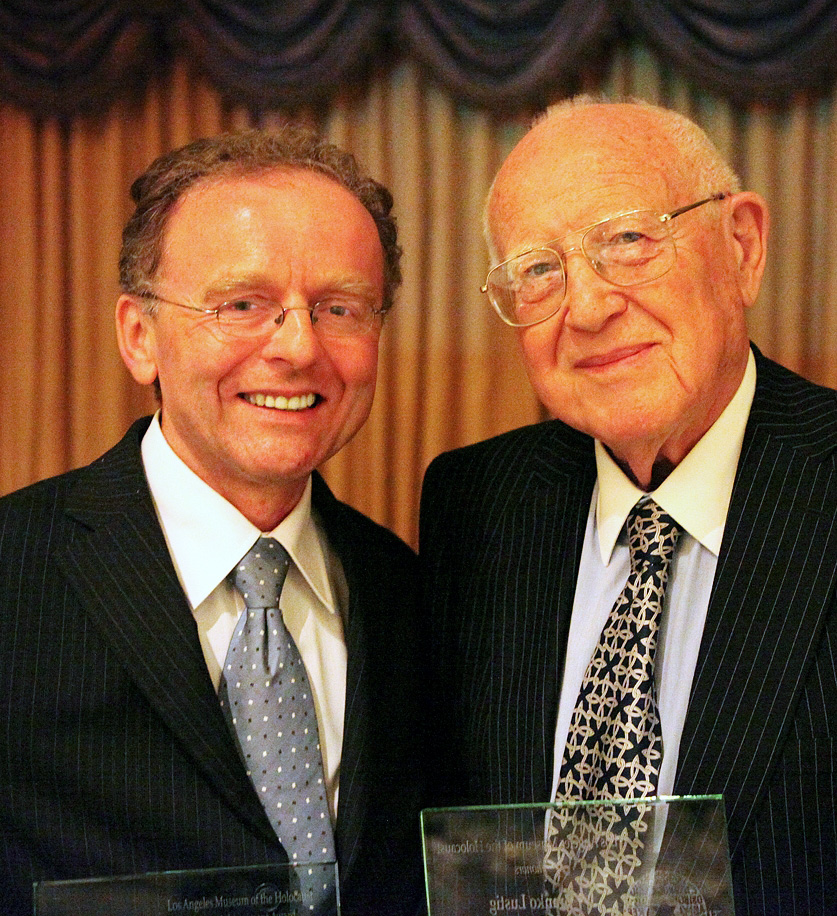
Branko Lustig (derecha) junto a Andreas Maislinger.

El museo del holocausto en Los Ángeles honró a Branko Lustig en su Annual Dinner (cena anual) del 8 de noviembre del 2009 en el hotel Beverly Hills, por su compromiso con el holocausto. En la misma noche el fundador del Servicio Austriaco en el Extranjero, Andreas Maislinger, fue homenajeado con la 'Lifetime Achievement Award'.
Desde mayo de 2010 formó parte del consejo internacional del Servicio Austriaco en el Extranjero representando a Croacia.
Banko Lusting falleció el 14 de noviembre de 2019 a los 87 años.

## Filmografía

### Productor
- Događaj (aka „An Event“) (1969)
- Der Feuersturm (1983)
- Feuersturm und Asche (1988)
- Drug Wars: The Camarena Story (1990)
- Wedlock (1991)
- Intruders (1992)
- La lista de Schindler (1993)
- El Pacificador (1997)
- Gladiador (2000)
- Hannibal (2001)
- Black Hawk Down (2001)
- Kingdom of Heaven (2005)
- Un buen año (2006)
- Smoke & Mirrors (2006)

### Actor
- Mit Karl May im Orient (como Onbaschi)
- Kozara (1963)
- La lista de Schindler (como el dueño de un night club) (1993)
- El Pacificador (como el hombre con el caniche) (1997)

## Premios y distinciones
Premios Óscar
| Año  | Categoría                 | Película              | Resultado |
| ---- | ------------------------- | --------------------- | --------- |
| 1994 | Óscar a la mejor película | La lista de Schindler | Ganador   |
| 2001 | Óscar a la mejor película | Gladiator             | Ganador   |

Premios BAFTA
| Año  | Categoría                 | Película              | Resultado |
| ---- | ------------------------- | --------------------- | --------- |
| 2000 | BAFTA a la mejor película | Gladiator             | Ganador   |
| 1993 | BAFTA a la mejor película | La lista de Schindler | Ganador   |